# Tablat
Tablat là một đô thị thuộc tỉnh Médéa, Algérie. Dân số thời điểm năm 2009 là 36.000 người.